# Deccan-sultanaten

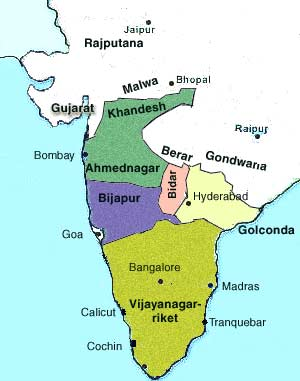
Deccan-sultanaten ca. 1500 (norr om Vijayanagar).

Deccan-sultanaten var fem sultanat i Deccan i det centrala av dagens Indien. De efterföljde i slutet av 1400-talet och början av 1500-talet Bahmanisultanatet, som slitits i bitar av interna motsättningar.
De fem sultanaten var Bijapur, som blev oberoende 1489, Ahmednagar och Berar, som lösgjorde sig  1491, Bidar, som förklarade sig oberoende 1492, och Golkonda, som blev oberoende 1512.  Deccan-sultanaten var ofta i krig med varandra.  Alla erövrades av Mogulriket under 1600-talet.